# Catarhoe cuculata
Catarhoe cuculata (tên tiếng Anh: Royal Mantle) là một loài bướm đêm thuộc họ Geometridae. Nó được tìm thấy ở châu Âu to trung Tây Á.
Sải cánh dài 22–27 mm. The base colour of the wings is whitish with a greyish band along the edges. Con trưởng thành bay từ tháng 4 đến tháng 8 làm một đợt.
Ấu trùng ăn các loài Galium. Larvae can be được tìm thấy ở tháng 7 đến tháng 9. Loài này qua đông dưới dạng nhộng.

## Phụ loài
- Catarhoe cuculata cuculata
- Catarhoe cuculata sabinata Dannehl, 1933
- Catarhoe cuculata undulosa (Warnecke, 1934)

## Hình ảnh

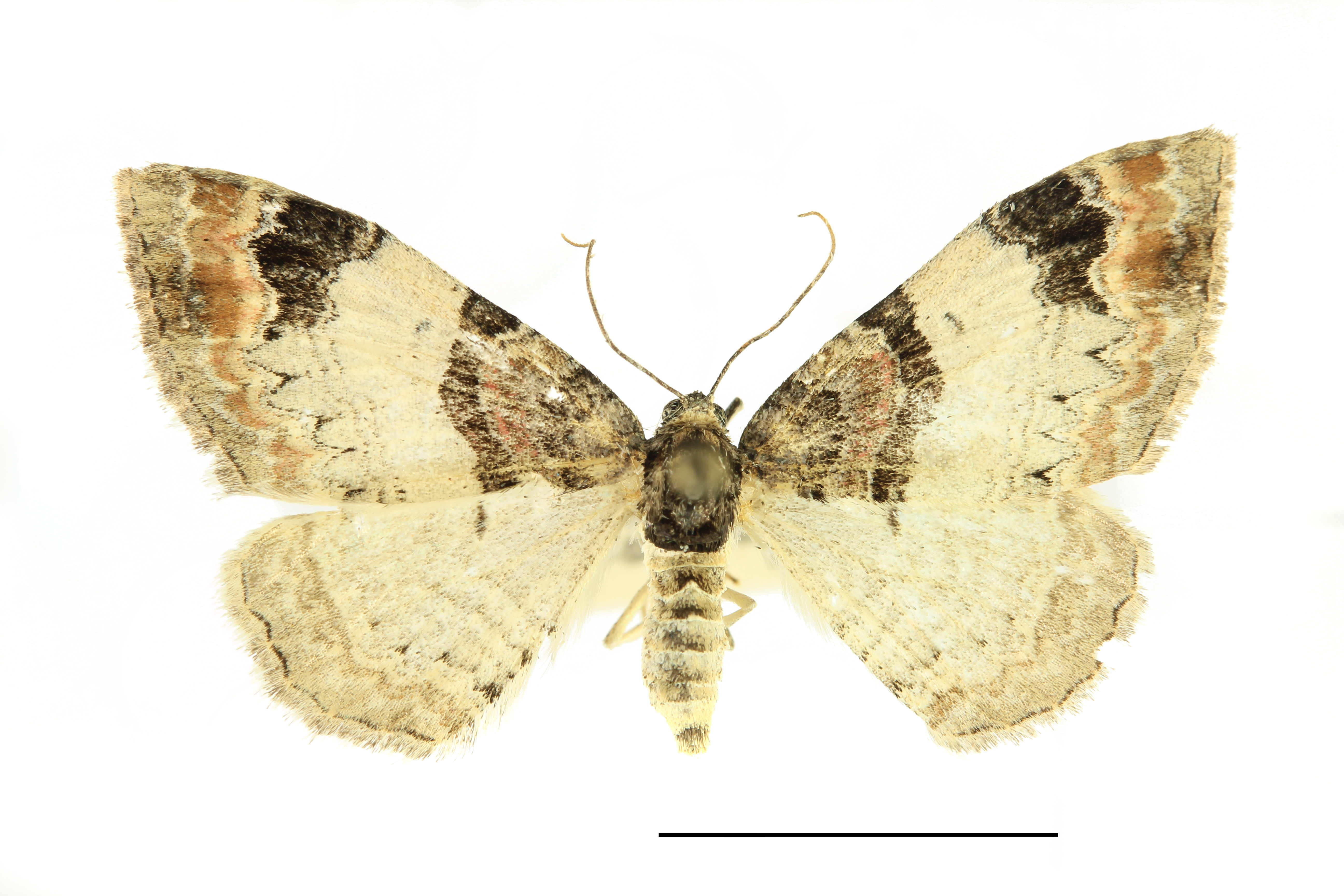
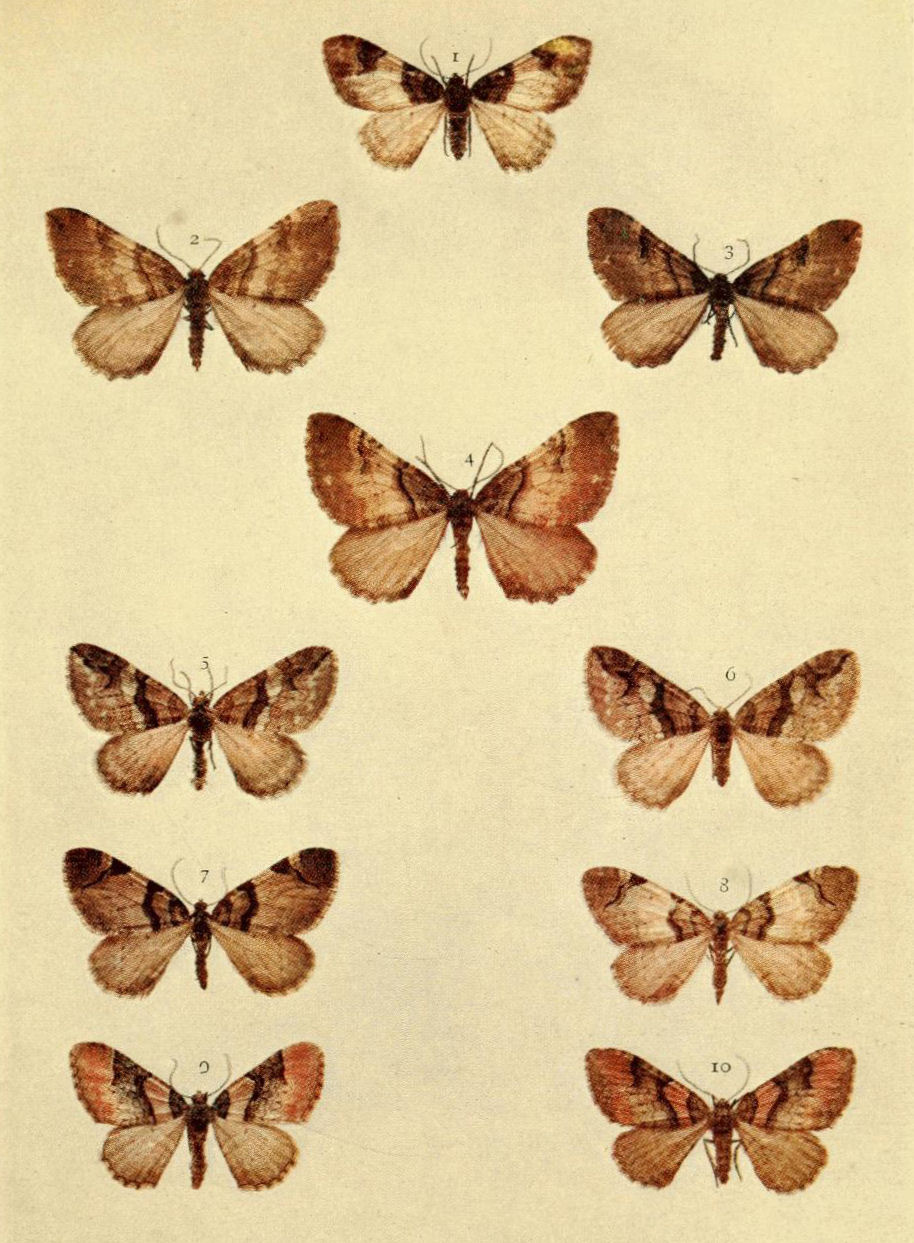